# Olivier Rousteing
Olivier Rousteing (Bordéus, 13 de setembro de 1985) é um designer de moda francês. Depois de se graduar em Paris, começou a trabalhar como assistente nos estúdios de Roberto Cavalli, onde se tornou chefe da divisão feminina de modas. Em 2011, chegou ao cargo de diretor criativo da marca Balmain, posição que ocupa até o presente. Além de vestir pessoas como Kim Kardashian, Rihanna, Beyoncé e Kelly Rowland, suas coleções recebem destaques anuais em desfiles da Paris Fashion Week.